# Coulouvray
Coulouvray est une ancienne commune de la Manche.

## Toponymie
Le nom de la localité est attesté sous les formes Colovreio en 1184 ; Colovrei vers 1200 ; Coulouvreio en 1238 ; Colouvreio en 1260.
Coulouvray, repose sur le latin colobra « couleuvre », suivi du suffixe latin évoquant la présence -etu ; d'où : « le lieu ou il y a des couleuvres ».

## Histoire
En 1837, Coulouvray fusionne avec Boisbenâtre pour former la nouvelle commune de Coulouvray-Boisbenâtre.